# Kazimierz Wóycicki (hydrolog)

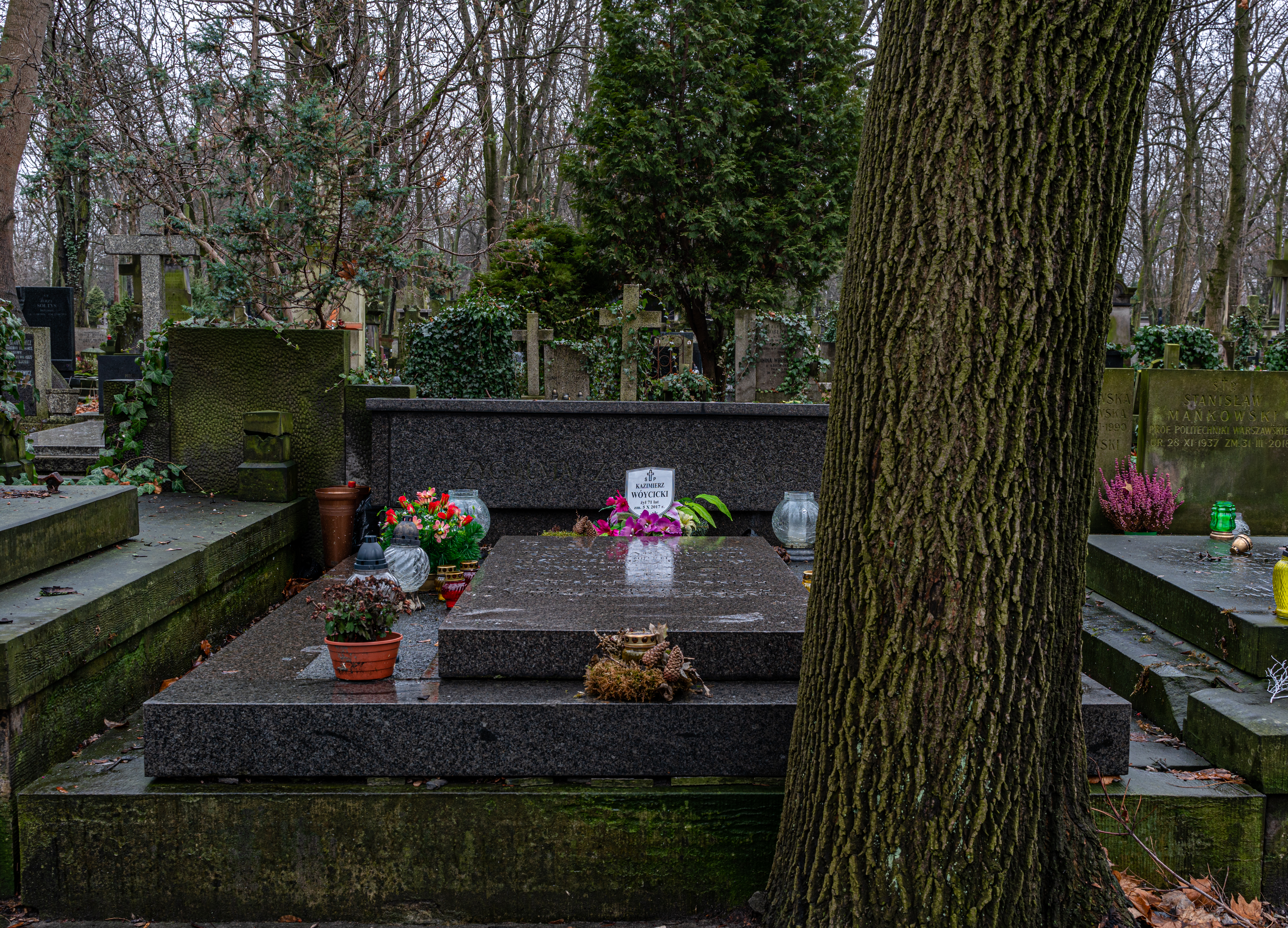
Grób Kazimierza Wóycickiego na cmentarzu Powązkowskim w Warszawie

Kazimierz Tadeusz Wóycicki (ur. 14 października 1898 w Warszawie, zm. 9 września 1944 tamże) – profesor nadzwyczajny Politechniki Warszawskiej, specjalista w zakresie budownictwa wodnego.

## Życiorys
Syn botanika Zygmunta Wóycickiego i Zofii z Koziorowskich. Absolwent Gimnazjum Mariana Rychłowskiego w Warszawie (1915). Od 1911 w harcerstwie, w latach 1914–1915 uczestnik tajnej szkoły wojskowej prowadzonej przez pułkownika Henryka Bagińskiego. W latach 1915–1918 członek Polskiej Organizacji Wojskowej, w latach 1918–1920 służył ochotniczo w Wojsku Polskim. W 1921 (jeszcze jako student) objął stanowisko asystenta w Katedrze Budownictwa Wodnego I. W tymże roku ożenił się z Zofią Niemojewską. W 1922 ukończył studia na Wydziale Inżynierii Wodnej Politechniki Warszawskiej. W 1931 uzyskał  doktorat na Politechnice w Zurychu, a w 1932 habilitację na Wydziale Inżynierii Wodnej PW.
W latach 1931–1932, początkowo na Wydziale Inżynierii Wodnej PW, sprawował stanowisko wykładowcy hydrologii, a następnie na Wydziale Elektrycznym PW wykładał hydraulikę i zakłady o sile wodnej. W 1937 został kierownikiem Katedry Budownictwa Wodnego, a także Laboratorium Wodnego Wydziału Inżynierii PW.
Zaprojektował wodociągi i kanalizację m.in. dla Gdyni, Łowicza, Sochaczewa i Otwocka. Podczas okupacji niemieckiej wykładał regulację rzek i meliorację, wodociągi i kanalizację oraz hydraulikę w Państwowej Wyższej Szkole Technicznej w Warszawie. Uczestniczył w tajnym nauczaniu, był działaczem komórki podziemnej Stowarzyszenia Inżynierów Wodnych. Zmarł podczas powstania warszawskiego 9 września 1944, ciężko raniony przez odłamek. Został pochowany na cmentarzu Powązkowskim w Warszawie (kwatera 75-6-9/10).

## Członkostwa
- Członek Rady Technicznej przy Ministrze Komunikacji
- Rzeczoznawca sądowy w sprawach budownictwa wodnego[4]

## Ważne publikacje
- K. Wóycicki, K. Pomianowski, M. Rybczyński: Hydrologia, cz. 1–3 (1933–1939)
- Budownictwo wodne (1938)
- Wodociągi i kanalizacje (1948, wydanie pośmiertne)[4]